# Dracula aphrodes
Dracula aphrodes é uma espécie de orquídea epífita de crescimento cespitoso cujo gênero é proximamente relacionado às Masdevallia, parte da tribo Pleurothallidinae. Esta espécie é originária do oeste da Colômbia, onde habita florestas úmidas e nebulosas.
Pode ser diferenciada das espécies mais próximas por suas sépalas lisas, e particularmente da Dracula ventriculosa pelo formato das sépalas, mais agudas, e pelo formato das lamelas do labelo.